# Seek & Destroy (Metallica)
Seek & Destroy is het negende nummer van het eerste album van Metallica uit 1983, Kill 'Em All.
Het is geschreven door James Hetfield en Lars Ulrich.  Het live debuut van dit nummer was al in 1982, voordat het op elpee verscheen. 
Het nummer wordt nog regelmatig live gespeeld door de band en het is ook bij menig publiek bekend.
Seek & Destroy staat bekend als een 'meezinger' en op de meeste concerten van Metallica, wordt het nummer gespeeld, waarbij het publiek, zingend, een grote rol speelt. 
Op sommige cd-singles staat een live-versie van dit nummer en op de dubbele cd-single Creeping Death staat "The 12" E.P. Jump In The Fire", die ook het nummer Seek and Destroy bevat. ( '& wordt soms geschreven als 'and' ).
Seek and Destroy werd zowel door zanger en gitarist James Hetfield gezongen, als door de voormalige bassist Jason Newsted.

## Trivia
- Enkele professionele worstelaars uit de Verenigde Staten alsmede het IJshockeyteam  de 'San Jose Sharks' gebruiken dit nummer als zij hun opkomst maken of maakten bij wedstrijden.
- Het nummer is een aantal malen gecoverd voor Metallica tribute-albums. Onder andere door de band Testament.